# NGC 2339
NGC 2339 је спирална галаксија у сазвежђу Близанци која се налази на NGC листи објеката дубоког неба.
Деклинација објекта је + 18° 46' 46" а ректасцензија 7h 8m 20,3s. Привидна величина (магнитуда) објекта NGC 2339 износи 11,7 а фотографска магнитуда 12,5. Налази се на удаљености од 30,950 милиона парсека од Сунца. NGC 2339 је још познат и под ознакама UGC 3693, MCG 3-19-2, CGCG 85-40, CGCG 86-5, IRAS 07054+1851, PGC 20222.